# Pierrette Froment-Savoie
Pour les articles homonymes, voir Froment et Savoie (homonymie).
Pierrette Froment-Savoie, née le 20 août 1942 à Hull (Canada), est une pianiste, compositrice et professeure canadienne.
Elle a été professeure de piano, d’écriture musicale, de solfège, de théorie musicale et de formation auditive au Conservatoire de musique de Gatineau (anciennement de Hull) de sa fondation, en 1967, jusqu'en 2020, en plus de donner de nombreuses prestations solos à travers le monde.
Son œuvre la plus connue est le Requiem pour Mathieu. Dédié à la mémoire de son fils Mathieu qui est décédé du cancer à l’âge de 13 ans, il a été présenté en concert une vingtaine de fois depuis sa création incluant son enregistrement en 2007 par la chorale Bach d’Ottawa dirigée par Lisette Cantin.

## Biographie

### Jeunesse
Fille de Louis N. Froment et d'Éva Clément, Pierrette Froment-Savoie commence les cours de piano à l’âge de 5 ans au Couvent Wrightville de Hull. En 1955, elle poursuit le piano à l'École de musique de Hull. Elle termine un baccalauréat en musique à l’Université de Montréal en 1962. Elle poursuit ses études à la maîtrise en piano classique qu’elle obtient deux ans plus tard. En 1964-1965, elle étudie au niveau de la Licence en musique de la même université,.
Dans la décennie qui suit, elle continue de se perfectionner en piano, en musique de chambre, en analyse, en harmonie, en contrepoint et fugue, en orchestration, en solfège et en formation auditive, notamment au Conservatoire de musique de Montréal, à l’Académie internationale d'été de Nice (France) et avec Lubka Kolessa, la réputée pianiste ukrainienne et pédagogue exceptionnelle,.

### Carrière

#### Enseignement
En 1967, elle est approchée par Fernand Graton, chef d'orchestre et premier directeur du Conservatoire de Hull, pour devenir la première accompagnatrice au piano de ce nouveau conservatoire fondé la même année. Passionnée par l'enseignement, elle y donne des cours notamment de piano, d'accompagnement au piano, d'harmonie, de contrepoint, de fugue, d`analyse, d`harmonie au piano, de déchiffrage au clavier, de solfège, de dictée, de théorie et de formation auditive jusqu'en 2020.
Parallèlement à son poste au Conservatoire de musique de Gatineau, elle enseigne également toutes ces matières au nouveau département de musique à l'Université d'Ottawa de 1971 à 1977 et à l`Université de Moncton de 1977 à 1978. De plus, madame Froment-Savoie a donné pendant quelques années des cours de piano à l`École de musique Lessard.  Depuis 1964, et encore à ce jour, elle enseigne le piano en privé.
À partir de 1964, elle est sollicitée à maintes reprises pour juger des prestations musicales pour divers concours musicaux dont les finales régionales et provinciales du Concours de musique du Canada, le Concours de musique Kiwanis d'Ottawa, le Concours de Bourses de l`École de musique de l`Outaouais,  le Concours Bravissimo et le Concours de concertos au Conservatoire de musique de Gatineau. Elle a aussi été juge pour les examens de piano de l'École de musique de l`Outaouais et pour ceux du Conservatoire de musique de Gatineau. De plus, elle a jugé les examens d'harmonie et de contrepoint au niveau Concours pour les sept Conservatoires de musique du Québec.

#### Interprète

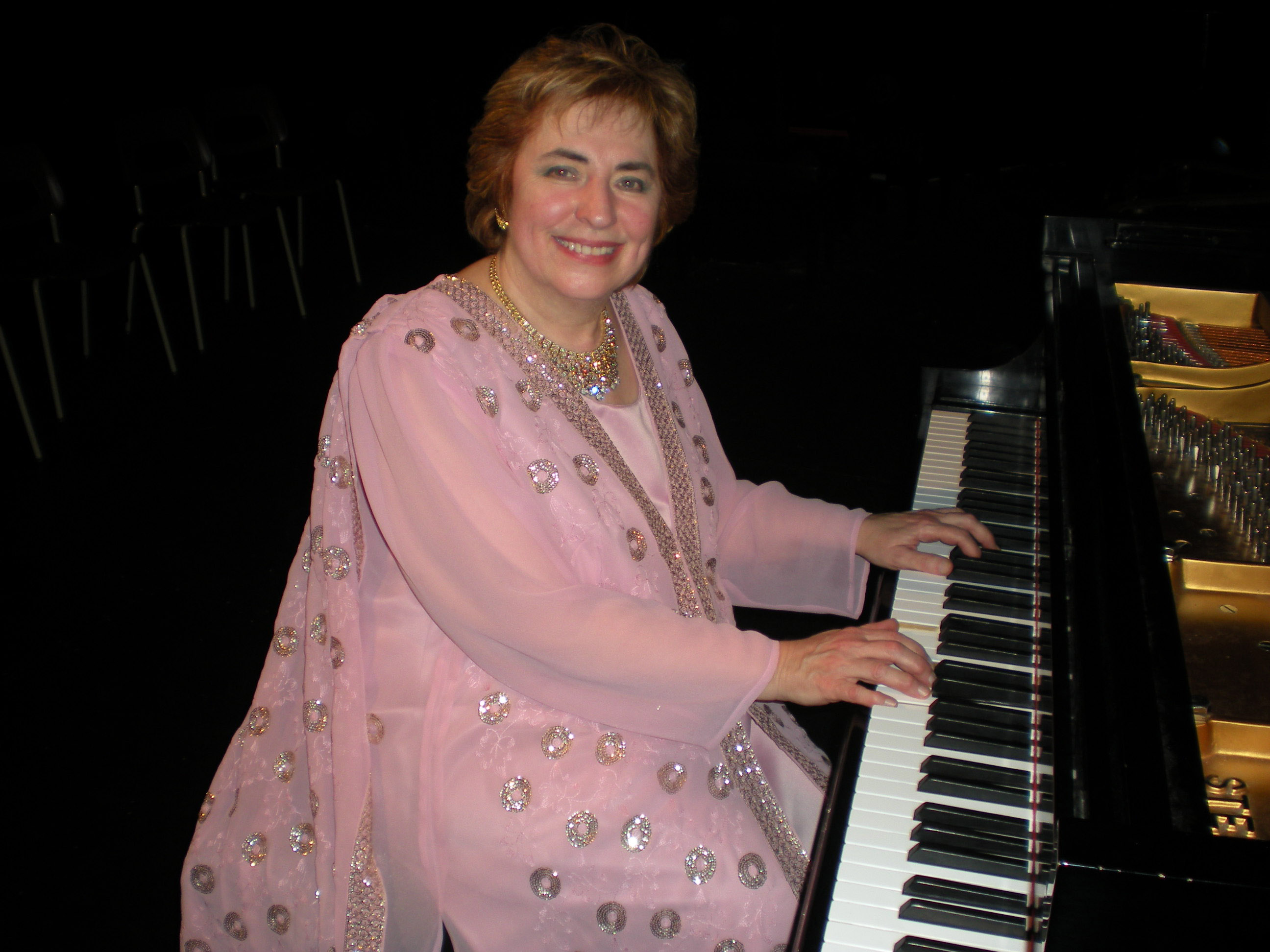
Photo prise par Louis Campeau à la fin d'un récital de piano au Conservatoire de musique de Gatineau.

Sa carrière de pianiste commence à cinq ans lorsqu'elle se produit sur les ondes de la radio CKCH à Hull. Elle y accompagne sa sœur Gisèle, comédienne, et improvise au piano pendant que sa sœur récite des poèmes lors d`émissions radiophoniques hebdomadaires. Aussi, elle joue des pièces en solo à l`entracte.
En mars 1964, elle se produit en concert à deux reprises avec l'OSM (l'Orchestre symphonique de Montréal) en tant que soliste invitée et y interprète le Concerto pour piano no. 2 de Rachmaninov, d`abord dirigé par le chef Zubin Mehta à la Place des Arts de Montréal, et ensuite dirigé par le chef Pierre Hétu au cinéma Capitol d`Ottawa.
En octobre 1995, elle reprendra ce concerto lors de deux concerts présentés le même jour avec l'OCH (l'Orchestre de chambre de Hull) sous la direction de Louis Lavigueur au Musée canadien des civilisations de Gatineau.  ,.
À l'occasion du centenaire de la Confédération canadienne en 1967, elle est invitée par le Bureau du tourisme et du Centenaire de la ville de Hull à présenter plusieurs récitals à Edmonton (Alberta) pour souligner le jumelage des villes de Hull et d`Edmonton.
En 1983 et en 1984, elle effectue des tournées en France et en Angleterre pour les centres culturels canadiens. Notamment, elle joue dans le château de Guillaume le Conquérant à Caen en France le 15 mai 1983 à l’occasion du 33e Congrès international France-Canada.
Lors du 450e anniversaire de la première traversée France-Québec par Jacques Cartier, Pierrette est invitée par l`ambassadeur canadien en France pour donner des récitals de piano à Saint-Malo le 30 et le 31 mai 1984,,.
De 1964 à 1987, Pierrette participe à une série de récitals enregistrés pour la Société Radio-Canada au Château Laurier (Ottawa) et au Centre national des arts à Ottawa.
En 1987, elle est invitée à la résidence du Gouverneur général du Canada, à l`occasion du dîner d`État en l`honneur de la visite officielle du président des États-Unis Ronald Reagan pour y interpréter des œuvres de musique classique pendant cinq heures sans partitions.
De 1967 à 2019, elle joue en concert pour divers organismes et événements de la région de la capitale nationale et de la région de l'Outaouais, notamment au Centre national des arts d'Ottawa, à la Maison de la culture de Gatineau, pour la Maison de soins palliatifs Mathieu-Froment-Savoie, au Musée des beaux-arts du Canada, au Conservatoire de musique de Gatineau et dans plusieurs églises de Gatineau et Ottawa.
En 2014 et en 2016, elle est invitée à se produire en Europe de l'Est, notamment à Cracovie et à Niepolomice (Pologne) et à Lviv (Ukraine).

## Maison Mathieu-Froment-Savoie
Le 3 avril 1991, Mathieu Froment-Savoie, fils de Pierrette Froment-Savoie et de Ghislain Savoie, décède prématurément à l`âge de 13 ans des suites d'un cancer. De l'avis de ses pairs, il était un brillant violoncelliste à l'avenir très prometteur. Mathieu admirait grandement l`interprétation et le jeu du célèbre violoncelliste Yo-Yo Ma dans l'espoir d`être un jour son élève. Mathieu a eu le privilège de rencontrer Yo-Yo Ma à deux reprises et de correspondre avec lui jusqu'à son décès. Pendant une rémission, Mathieu a écrit sa biographie ayant pour titre Le cancer à 11 ans qui fut publiée chez Leméac en février 1991. De manière posthume, Pierrette a honoré la dernière demande de son fils, soit celle de composer un requiem en sa mémoire.  Pierrette Froment-Savoie compose, de septembre 1991 à mars 1992, le Requiem pour Mathieu, œuvre pour orchestre à cordes, piano, chorale, soprano, mezzo-soprano, ténor et baryton d'une durée de plus d`une heure. Le 5 avril 1992, le Requiem pour Mathieu est joué pour la première fois à la Maison de la culture de Gatineau avec l' OCH (orchestre de chambre de Hull) dirigé par Louis Lavigueur. En 2007, l'œuvre fut enregistrée sur un disque compact lors d'un concert à l'église Saint-Paul de Gatineau,. D’ailleurs, à la suite du décès de Mathieu, un centre de soins palliatifs voit le jour en Outaouais (Québec) en 1999 : la maison Mathieu-Froment-Savoie.
Aussi, un trophée à la mémoire de Mathieu est décerné à un élève en violon, alto, violoncelle ou contrebasse qui s'est démarqué au Festival de musique Kiwanis d'Ottawa. De plus, la salle de classe de violoncelle au Conservatoire de musique de Gatineau porte le nom de Mathieu-Froment-Savoie.

## Prix et distinctions
- 1960 à 1964 : prix, bourses et trophées reçus au Festival de musique d’Ottawa pour les classes de piano et de composition[15],[16].

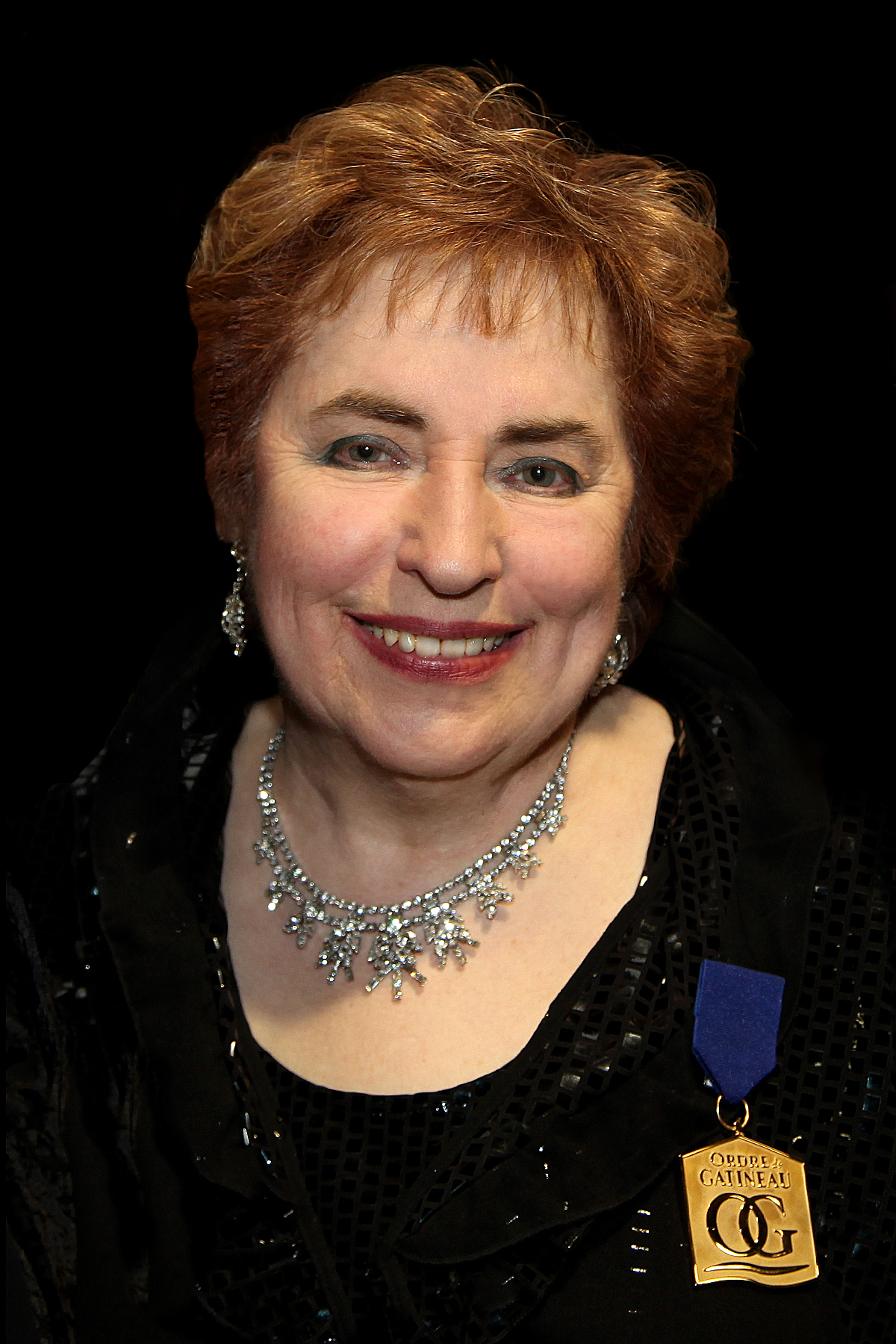
Photo prise par Serge Froment lors du gala de l'Ordre de Gatineau en 2016.

- Photo prise par Serge Froment lors du gala de l'Ordre de Gatineau en 2016.1962 et 1963 : prix et bourses reçus au Festival de musique du Québec[16].
- 1963 : première récipiendaire du trophée de composition Anne Eggleston[2].
- 1963 : récipiendaire du trophée Pupils of Sybil Pink Grobba[2].
- 1963 : nommée Artiste de l'année dans la région Hull-Ottawa pour toutes les sections des arts[2].
- 1964 et 1966 : deux bourses reçues du Conseil des Arts du Canada[2].
- 1964 et 1969 : premiers prix et premières médailles du Conservatoire de musique de Montréal reçues en harmonie, contrepoint, fugue, piano, solfège, dictée[17].
- 2009 : Concert-hommage en l'honneur de Pierrette Froment-Savoie présenté à la Maison de la culture par l`OSG (l`Orchestre symphonique de Gatineau) sous la direction du chef Yves Léveillé.
- 2016 : bénéficiaire de l’Ordre de Gatineau[5].
- 2016 : bénéficiaire d’un prix spécial aux Culturiades de Gatineau[18].
- 2016 : bourse créée par le Conservatoire de musique de Gatineau qui porte le nom de Bourse Pierrette Froment-Savoie et qui est offerte chaque année à un élève méritant du conservatoire qui se démarque dans les classes d’écriture musicale[19].

## Principales œuvres

### Pièces pour orchestre
- Souvenances (1983)[1]
- Cortège et farandole (1986)[20]
- Requiem pour Mathieu (1992)[13]
- Les échos du couloir (2007)[21]
- Le cercle des femmes (2020)

### Pièces pour piano
- Prélude (1959)[22]: en l'honneur de Pauline Vanier, épouse de Georges Vanier, gouverneur général du Canada
- Toccate pour l’Émerillon (1984)[23] : pièce créée à Saint-Malo (France)
- Regrets (1988) : dédiée à Stanislav Zielinski
- Prélude pour Anne Denoncourt (2006)[10]
- Choral pour Janet Smiley (2006)
- Nocturne pour Robert Chapman (2006)[10]
- Valse pour Louis Campeau (2006)[10]
- Tourbillons pour Marc Landry (2008)[10]
- Ballade (2008)
- Chant sans paroles pour Ghislain Savoie (2009)
- Berceuse pour Jacques Bilodeau (2013)
- Montuno pour Marc Langis (2016)

### Pièce pour clarinette et piano
- Blues pour Yves Léveillé (2007)[10]

### Pièces pour violoncelle et piano
- Tendresse (1986)
- Tourments (1987)
- Soir d'envol (1987)
- Alliage (1988)
- Marche élégiaque (1991
- Hommage à Pawel (2004)